# Ex corde Ecclesiae
Ex corde Ecclesiae – konstytucja apostolska ogłoszona przez Jana Pawła II 15 sierpnia 1990 r. o uniwersytetach katolickich. 
Dokument składa się z dwóch części. Pierwsza określa tożsamość i posłannictwo uniwersytetów katolickich, druga stanowi zbiór przepisów, które mają obowiązywać w każdym uniwersytecie zatwierdzonym przez władze Kościoła katolickiego jako katolicki. Konstytucja zamierzona została jako "punkt odniesienia i swoista magna charta" dla uniwersytetów katolickich. Opisuje m.in. takie kwestie jak: stosunek poszczególnych dziedzin nauki do teologii, relacje między pracownikami uniwersytetów katolickich do władz kościelnych czy wolność religijna pracowników uniwersytetów katolickich.